# Сансара (группа)
«Сансара» — российская рок-группа из «Екатеринбурга, дискография которой насчитывает более десятка альбомов в жанрах от инди-рока до spoken word. Фронтмен и автор песен — Саша Гагарин (Лебедев). В разные годы группа участвовала в трибьют-проектах Кино», «Мумий Тролль», «Гражданская оборона», «Аквариум», а также в музыкально-поэтических проектах «Сохрани мою речь навсегда» и «После России». Большинство обложек альбомов группы создал арт-директор РА «Восход» Владислав Деревянных[значимость факта?].

## История

### Ранние годы: 1997—2000 гг.
Группа была создана в 1997 году Александром Лебедевым (псевдоним — Саша Гагарин) и Сергеем Королёвым, выпускниками художественной школы. На момент создания группы никто из них не умел профессионально играть на музыкальных инструментах. Первые репетиции группы проходили в квартире барабанщицы коллектива Александры Кучеровой. Обучаясь игре на инструментах и экспериментируя со стилями и звуком, группа все же пригласила в состав единственного профессионального музыканта – баяниста Руслана Манина. Участники старались переосмыслить использование баяна вне сложившихся представлений о звучании инструмента.
Выступления группы проходили в формате квартирников и самодеятельных выставок. В 1998 году группа участвовала в проекте художника Олега Елового «Ложка дальше».
Первый публичный концерт «Сансары» состоялся в 1997 году в знаменитом екатеринбургском рок-клубе «Сфинкс», который появился в 1993 году в здании колледжа транспортного строительства на Первомайской, 73 и объединял уральских рокеров после распада Свердловского рок-клуба.
В том же году на екатеринбургском рок-фестивале «Начало» «Сансара» получила приз за лучший мужской вокал и приз зрительских симпатий. В 1998 году на екатеринбургской студии «Вавилон Звук» были записаны первые четыре песни группы. В 1998 году на екатеринбургской студии «Вавилон Звук» при поддержке звукорежиссёра Валерия Вильчинского были записаны первые четыре песни группы. Зимой 1999 года группа записывает ещё три песни во время концерта в Челябинске, после чего издаёт имеющийся материал мини-альбомом «Сансара». В том же году коллектив выпускает мини-альбом под названием «On-Line».
Группа знакомится с лидером группы «Чайф» Владимиром Шахриным, который стал продюсером мини-альбома «Лучше не бывает», а позднее стал продюсером первого полноформатного альбома группы. Первые 100 аудиокассет были оформлены в качестве художественного объекта – кассеты находились в картонной коробке с отпечатанной на серебряной бумаге детской фотографией художника Егора Дунина (Медовухина).
В 2000 году состоялся первый крупный сольный концерт коллектива в екатеринбургском Театре эстрады. Весной того же года «Сансара» выступила на традиционной акции группы «Чайф» «Грачи прилетели» (Екатеринбург), а позднее впервые выступила на фестивале «Нашествие» в Раменском. В общей сложности к 2018 году коллектив принял участие в девяти «Нашествиях».
В 2000 году в Екатеринбурге «Сансара» стала инициатором фестиваля «Втроём легче» участие в котором в разные годы принимали, в том числе, «Tequilajazzz,  Brazzaville, Торба-на-Круче», «МультFильмы», «Ботаника», «Марскаты», «Обе Две», The Apples, Acid Umbrellas, «Фрески» и др. Задачей фестиваля было показать на одной сцене разнокалиберные группы из разных регионов, играющих в самых разных направлениях. Последний фестиваль состоялся в 2007 году на самой большой клубно-концертной площадке города тех лет в «Теле-Клубе».

### Период с 2001 по 2007 год

#### 2001-2004 гг.
1 января 2001 в эфире радиостанции «Наше радио» впервые прозвучала песня «Всё возможно», ставшая первой песней группы, попавшей в ротацию общероссийских радиостанций. Вокруг данной композиции строился вышедший в 2001 году дебютный полноформатный альбом группы – «Всёвозможно». Во время работы над альбомом группу покидает Руслан Манин, а сам коллектив меняет звучание в пользу исполнения композиций в стиле уральского романтизма и инди-рока.
19 мая 2002 группа впервые выступила в московском СК «Олимпийский» на фестивале Maxidrom.
Весной 2003 года команда выпускает экспериментальный альбом «Дыхания нет», который фиксирует состояние группы на тот момент. Фронтмен группы Саша Лебедев, комментируя выход альбома, рассказал, что в нём «нет депрессии и тоски, там есть печаль, светлая печаль, которую мы почувствовали после того, как мы узнали, что мир устроен не так, как ты думал». Продюсером альбома стал Владимир Елизаров, по словам которого при записи альбома группа хотела доказать, что «не все то музыка, что звучит в радиоэфире. А единственное „радио“, о котором они думали, был Radiohead». Несмотря на экспериментальное звучание, сингл «Уголь» попадает в топ-чарты российских радиостанций.
Продолжая экспериментировать со звучанием, жанрами и стилями, сохраняя в основе формат песни, выходят ещё 2 альбома группы «Зверобой» и «Айсберги и Радуги». Пластинка «Зверобой»  позиционировалась музыкантами как символическое лекарство, обозначившее определённый выход из мрачного и безысходного мира прошлого альбома.
Песня «Тайны/Танцы» с альбома «Зверобой» была записана при участии солистки группы «Дети Picasso» Гаянэ Арутюнян, а трек «Сердце бьется за двоих» попал в топ-чарты российских радиостанций.
Специально для записи альбома «Айсберги и Радуги» в группу вернулся Руслан Манин. В него вошло 12 треков, в том числе live-версии известных хитов группы (песни игрались сразу, без дублей и наложений), включая разговоры между записью треков. Запись осуществлялась при непосредственном участии звукорежиссёра Валерия Вильчинского, который помог музыкантам достичь звучания, максимально приближенного к концертному.
Одна из композиций «Здесь никого нет» была посвящена теракту в Беслане, а сама группа приняла участие в благотворительном марафоне SOSстрадание в помощь пострадавшим.

#### 2005-2007 гг.
В 2005 году группа приняла участие в альбоме-трибьюте Владимиру Маяковскому «Живой Маяковский», записав композицию на стихотворение «Письмо Татьяне Яковлевой».
В 2006 году на лейбле Navigator Records вышел альбом «Ю ЛА», отличавшийся от предыдущих работ ярким агрессивным звучанием с преобладанием клавишных, а также электронным звучанием. Группа экспериментировала с имитациями аналоговых синтезаторов, поп-роковых гитарных партий, сочетая это с главными европейскими тенденциями в создании музыки тех лет: мелодичность и жанровая эклектика .
Завершает период издание в качестве DVD-релиза первого фильма-концерта в истории группы «Ю ЛАВ me» в 2008 году, снятого в 7 марта 2007 года в клубе «PV» (Екатеринбург). Режиссёром записи и монтажа стал Дмитрий Чернов.
С изданием альбома «Ю ЛА» фронтмен коллектива меняет фамилию с Лебедев на Гагарин.

### Период с 2008 по 2021 год

#### 2008-2009 гг.
С выходом шестого альбома «Пожары» (2008) начался новый этап жизни группы «Сансара». Он был записан в жанре spoken word совместно с екатеринбургским поэтом и литератором Сергеем Даниловым, который стал также автором большинства текстов, кроме композиций Delete и «Можжевеловые люди» за авторством Саши Гагарина, а текст трека «Клавесин» был написан Даниловым и Гагариным совместно.
При работе над альбомом, группа принимает решение обойтись без помощи лейблов, поэтому релиз прошёл в сети на бесплатных ресурсах. За первые дни альбом скачали более 20 тысяч раз, а треть скачиваний пришлась на официальный сайт самой группы, что стало одним из самых успешных результатов в индустрии на тот момент.
В 2009 году свой следующий альбом «69» группа также полностью выложила в Интернет. Презентация альбома «69» состоялась в ночь с 30 на 31 мая в екатеринбургском трамвае под номером 69. Концерт группы длился на всем протяжении маршрута по улице Радищева до Дворца спорта, оттуда через площадь Коммунаров на железнодорожный вокзал и через ЦПКиО имени Маяковского выехал к площади 1905 года. В передней части разместились музыканты, в «хвосте» трамвая располагался бар, а в центре веселились гости.
В музыкальном плане альбом содержал больше танцевальных мелодий в стиле бруклинского индепендента. Альбом получил благосклонные отзывы критиков («Афиша», «Русский репортёр»), и удостоился похвалы от Ильи Лагутенко. После этого «Сансара» на протяжении долгого времени будет сотрудничать с «Мумий Троллем».
В декабре 2009 года на площадке старейшего в Екатеринбурге кинотеатра «Колизей» при полном аншлаге состоялся первый из четырёх концерт в формате music battle «Сансара» vs «Курара». В течение следующих двух лет баттлы исполнителей проходили также в Челябинске, Москве и Санкт-Петербурге.

#### 2010-2015 гг.
В 2010 году группу покинули музыканты, которые играли в коллективе c момента основания, Саша позвал на гастроли участников команды Mars Needs Lovers, в таком составе «Сансара» просуществовала 2 года. Группа побывала на гастролях по России, а также в Риге и Таллинне, выступила на «Пикнике «Афиши», концерте, посвященном 25-летию Свердловского рок-клуба и т.д.
7 декабря 2011 года вышел седьмой группы с одноимённым названием — «Сансара». К работе над ним было привлечено самое большое количество приглашённых музыкантов за всю историю группы, которые являлись при этом друзьями и единомышленниками «Сансары». В записи пластинки приняли участие Галя Чикис (Chikiss), Феликс Бондарев (RSAC), Виталик Тетерин (7he Myriads), дуэты «Обе две» и Mars Needs Lovers. Альбом был выпущен в сети, при этом пользователи могли кастомизировать обложку альбома, ограниченный тираж альбома появился и на компакт-дисках.
Три трека («Дзюдо», «Челка», «Зомби») с него перед выходом пластинки были выпущены отдельными синглами. Песни альбома были посвящены личному переживанию лирических героев, столкнувшихся с падением иллюзий, смертью, любовью, доверием и нахождением в этом внутренней красоты. Альбом был тепло принят как критиками, так и поклонниками группы.
В этот период обновляется концепция группы, которая становится сообществом единомышленников и одновременно художественным сообществом.
В 2011 году «Сансара» приняла участие в записи трибьюта группе «Мумий Тролль» «Делай меня точно», записав композицию «Непокой. Эхом гонга», а позднее и в лайв-презентации на Пикнике «Афиши». В процессе работы над треком команде стало ясно, что одного трека мало, поэтому было решено выпустить также «женские» и «мужские» версии песни плюс ремиксы. Гагарин также вошёл в состав супергруппы «Горностай» (сайд-проект Ильи Лагутенко), а в Екатеринбурге открылся бар-клуб «Горностай», ставший местом притяжения клубной молодежи, арт-директором которого стал Саша Гагарин. В свою очередь Илья Лагутенко принял участие в записи сансаровской песни «Чёлка».
В том же году «Сансара» приняла участие в благотворительном проекте агентства коммуникаций «Red Pepper» и движения «Дорогами добра», сняв видео на композицию «Города» при участии воспитанников детского дома СОМЭПК (№1). В рамках съемок клипа воспитанники детского дома нарисовали города, их символы, где хотели бы побывать, а съемочная группа снимала их с рисунками на фоне заброшенных мест и свалок Екатеринбурга.
В 2012 году режиссёр Иван Соснин снял видео на песню «Гений», что стало началом многолетнего сотрудничества группы и режиссёра.
1 октября 2012 года выходит восьмой альбом «Игла», саунд-продюсером которого стал музыкант Феликс Бондарев, на тот момент временно вошедший в основной состав «Сансары». Обложка альбома, была создана арт-директором «Восхода» Владом Деревянных. В отличие от предыдущих работ альбом ознаменовал возвращение группы к роковому звучанию: команда отказалась от электроники, музыка стала более лаконичной и изящной, но при этом сохранила достаточно жесткий саунд. По традиции все песни альбома были написаны Сашей Гагариным за исключением двух: трек  «Болит» был записан на стихи Александра Башлачёва и кавер на песню «Иду на ты» Бориса Гребенщикова, который стал частью трибьюта группе «Аквариум».
13 октября 2012 группа отпраздновала своё 15-летие на самой крупной концертной площадке Урала «Tele-Club» и одновременно презентовала альбом «Игла». В праздничном концерте приняли участие множество музыкальных коллективов, сотрудничавших с «Сансарой» в течение полутора десятка лет.
1 июля 2013 группа выпустила мини-альбом «Боуи» и уезжает в длительный «Боуи»-тур, параллельно выступая на разогреве у «Мумий Тролля» в рамках их тура «SOS Матросу». В том же году группа создала краудфандинговую кампанию по поддержке записи сборника лучших песен коллектива, который назвали «The Best of. Pt.1 (2008-2013)».

#### 2015-2018 гг.
В 2015 году Саша Гагарин совместно с творческим объединением «PV» и поэтом Сергеем Даниловым представляет моноспектакль о чувствах и эмоциях современного человека «Пионер» на сцене кинотеатра «Салют» в Екатеринбурге и одноимённый альбом, в основу которого вошли новые песни музыканта, записанные в акустике. Один из треков был записан в дуэте с Гиги Дедаламазишвили (Mgzavrebi). Пластинка стала первым сольным альбомом Гагарина, обложку для которого в стилистике советских книг и плакатов выполнил Влад Деревянных.
В спектакле вокалист говорил, что люди являются первооткрывателями самих себя в разных жизненных ситуациях, они должны отвечать на вызовы судьбы и потому неизбежно меняются. В Москве спектакль был показан в Театральном центре «На Страстном» при поддержке театрального продюсера Максима Волкова. В московской постановке приняли участие Катя Павлова («ОбеДве»), лидер грузинского коллектива Mgzavrebi Гиги Дедаламазишвили, актёры Маша Шумакова и Павел Баршак и др.
14 марта 2016 года группа получила первое приглашение на программу «Вечерний Ургант», где исполнила композицию «Любящие глаза» с альбома «Игла» (2012).
1 апреля 2016 года состоялся выход десятого по счету альбома группы под названием «Ласточка». Эта пластинка по оценкам самих участников является продолжением альбома «Игла», который вышел в 2012 году. Саша Гагарин, комментируя релиз, отмечал, что альбом «Игла» был про любовь, а «Ласточка» осознавание любви, то есть про потерю тех самых первоначальных эмоций.
В том же году Саша Гагарин совместно с Сергеем Даниловым, артистами Центра Современной Драматургии и «Коляда-театра» придумал спектакль «Гримерка», который рассказывал о том, что происходит во время спектакля или концерта за сценой. Режиссёром-постановщиком выступил Антон Бутаков. Идея спектакля возникла у Гагарина из-за постоянных просьб друзей и знакомых музыканта провести их за сцену во время или после выступления. В спектакле звучали песни «Сансары» с альбома «Ласточка». По задумке создателей, на каждый показ приглашался новый секретный гость. В премьере постановки принял участие Евгений Ройзман, который на то время занимал пост мэра Екатеринбурга[значимость факта?].
В 2017 году композиция «Облака» вошла в саундтрек фильма Бориса Хлебникова «Аритмия». По сюжету героиня Ирины Горбачевой засыпает под эту песню.

#### 2019-2021 гг.
В 2019 году группа «Сансара» выпустила альбом «Мы станем лучше», который также была записана в сотрудничестве с Феликсом Бондарёвым (RSAC). Пластинка концептуально и стилистически подытожила музыкальную трилогию 2010-х (вместе с пластинками «Игла» и «Ласточка») об обретении, утрате и принятии любви.
К открытию 5-й Уральской индустриальной биеннале «Сансара» презентовала сингл и клип «Бессмертие», который стал частью проекта-инсталляции в рамках проекта. Композиция была создана для биеннале совместно с художницой Kate Pravda и творческим индустриальным кластером «Октава». Композиция состояла из индустриальных звуков, записанных в полевых условиях. В видео на композицию вошли кадры с производства тульских гармоней. Также при просмотре можно услышать звуки металлургического завода «Тулачермет» и звучание безэховой камеры завода «Октава».
Группа BrainStorm попросила «Сансару» о возможности записать собственную версию композиции «К осени». В итоге песня вышла отдельным синглом, а «Сансара» вместе с Brainstorm исполнила трек в программе «Вечерний Ургант».
Подытожил год выпуск второй части сборника лучших песен коллектива, который получил название The Best Of, Pt. 2 (2013 – 2019).
23 февраля 2020 на телеканале «Россия 1» в эфир вышел выпуск телепрограммы «Сто к одному», где соревновались группы «Сансара» и «BrainStorm»[значимость факта?].
10 апреля 2020 появилось видео на композицию «Гром (Не умрем)». Клип стал частью вселенной проекта «#Непокой» от кинокомпании Red Pepper Film, которая рассказывала о реальных событиях в современном мире в формате музыкально-сторителлингового сериала. В видеоролике демонстрируются опустевшие пейзажи Москвы, закрытой на карантин. Клип сняли до того, как ввели режим самоизоляции, из‑за этого видео наполнено одинокими курьерами, предупредительными лентами и прохожими в защитных масках.
Во время пандемии Саша Гагарин инициировал проведение онлайн-квартирников: люди могли забронировать онлайн-концерт для себя и своих друзей в формате zoom-встречи. Важной особенностью концертов стало непосредственное общение музыканта и слушателей в течение концерта.
2021 год начался для группы с участия в трибьюте к 130-летию со дня рождения поэта Осипа Мандельштама «Сохрани мою речь навсегда. 14 января — вышел одноименный музыкальный альбом, для которого группа записала песню «Луч (О, как же я хочу)». Режиссёром клипа на композицию выступил сам Саша Гагарин.
29 июня 2021 группа появился клип на песню «Мы станем лучше» с одноимённого альбома, который был снят по инициативе креативного агентства «Восход» режиссёром Анджеем Гавришем по сценарию Евгения Примаченко. Его герои — двое молодых мужчин — думают друг о друге, однако не могут быть вместе. Клип был снят по инициативе Ресурсного центра для ЛГБТ. Видео получило ряд самых престижных наград для креативной индустрии, включая Cannes Lions, London International Awards, UK Music Video Awards, Big Picture.
Эта же композиция привела к коллаборации с уральским стрит-арт художником Ромой Бантиком, который создал мурал с названием песни в рамках фестиваля уличного искусства STENOGRAFFIA по адресу улица Пушкина, 24 в Екатеринбурге.
23 сентября 2021 года группа представила свой 12-й альбом «Станция „Отдых“», на котором были представлены 10 композиций, написанных Сашей Гагариным во время пандемии. Создание альбома стало возможным благодаря краудфаундинговой кампании и поддержке фанатов коллектива. Продюсером альбома выступил Антон Макаров, который предложил группе поэкспериментировать с нью-вейвом и ретрозвучанием. 27 октября 2021 года группа «Сансара» представила песню «Коллаба» с альбома «Станция „Отдых“» на программе «Вечерний Ургант».

### Период с 2022 года по настоящее время

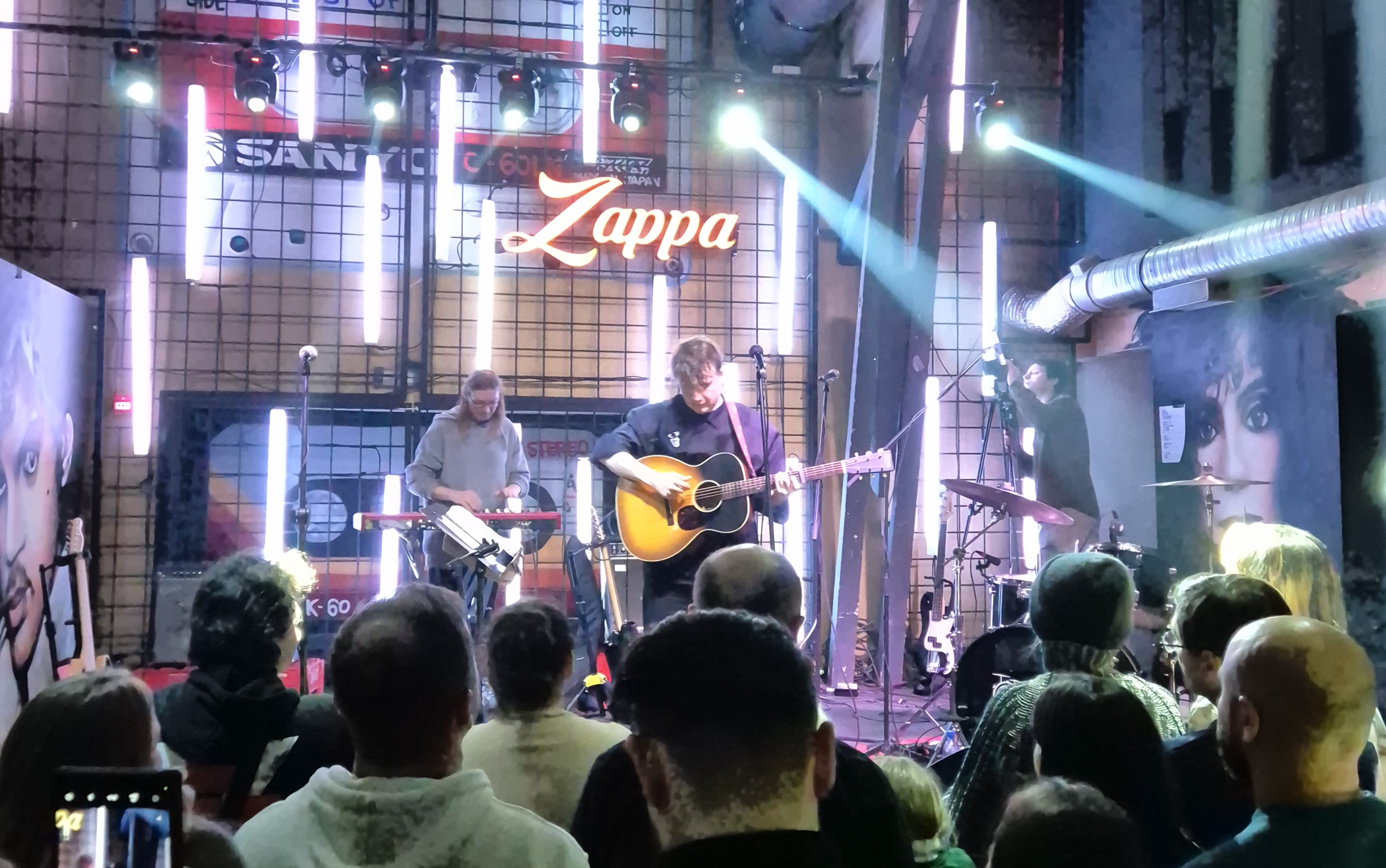
Саша Гагарин и Евгений Пьянков на концерте в Белграде в 2024 году

В марте 2022 года Саша Гагарин переехал на Балканы, а «Сансара» переформатировалась в дуэт с клавишником Евгением Пьянковым. Группа активно гастролирует по миру, включая концерты в Белграде, Будве, Тбилиси, Ташкенте, Алматы и города ЕС.
Сконцентрировавшись на выпуске синглов, группа продолжает сотрудничество с продюсерами Антоном Макаровым, Феликсом Бондарёвым и др.
В конце 2022 года Саша Гагарин даёт ряд концертов в Белграде, которые проходят при полном аншлаге. Вместе с «Сансарой» выступают с музыкальные проекты Bicycles for Afghanistan, Монти Механик, DIJAGNOZA и дуэт «Трепет».
13 января «2023 года состоялся релиз проекта После России», созданного продюсером и режиссёром Ромой Либеровым. Название альбома отсылает к сборнику Марины Цветаевой, изданному в Париже в 1928 году, а сам проект был посвящен поэтам-эмигрантам первой волны, чьи стихи были положены в основу всех исполненных композиций. Для альбома «Сансара» исполнила композицию «Песня» на стихи Михаила Горлина.
За 2022-2023 годы группа выпустила 7 синглов, включая «Горько», «Змейка», «Екб-Мск», «Стрекоза», «Всем мальчикам», «Ясный день», «Спасибо» (feat. TERELYA).

## Сторонние проекты
С момента основания группа активно сотрудничала с современными художниками, участвовала в создании театральных проектов «Пионер» и «Гримёрка», выступала организатором музыкального фестиваля «Втроём легче». Видео режиссёра Анджея Гавриша на песню «Мы станем лучше» (We Will Become Better) получило награды на международных фестивалях Cannes Lions, London International Awards, UK Music Video Awards и др. Эта же композиция вдохновила музыкантов на коллаборацию со «стрит-арт-художником Ромой Бантиком в рамках фестиваля уличного искусства STENOGRAFFIA». Сингл «Бессмертие» и видео к нему стали спецпроектом 5-й Уральской индустриальной биеннале современного искусства (2019). Песни группы включены в саундтреки к фильмам: Бориса Хлебникова «Аритмия» и байопика уральского поэта Бориса Рыжего – «Рыжий» – режиссёра Семена Серзина.

## Состав группы

### Основные участники
- Александр Гагарин — гитара, тексты, вокал, скрипка, бас-гитара, маракасы, мандолина, трес, клавишные, talkbox
- Николай Алексеев — гитара, клавиши, синтезатор, talkbox
- Александр Бганцев — бас
- Евгений Деревянных — ударные
- Евгений Пьянков — клавиши, синтезатор, talkbox

### Бывшие и сессионные участники
- Александра Кучерова — ударные
- Андрей Просвирнин — бас, баян
- Феликс Бондарев — гитара, бас («RSAC»)
- Сергей Королев — клавиши, talkbox, гитара, бас
- Руслан Манин — баян
- Сергей Карманов — альт/баритон саксофоны (ex-участник «Айфо», «АлоэВера»)
- Иван Старцев — секвенции («Марсу Нужны Любовники»)
- Сергей Кузнецов — гитара («Марсу Нужны Любовники»)
- Сергей Данилов — тексты
- Алексей Полянин — гитара, клавиши, talkbox («Fjordwalker»)
- Алексей Томилов — гитара («Айфо»)
- Василий Устюжанин — бас

## Дискография

### Студийные альбомы
- «Всёвозможно» (2001, корпорация «Компакт-Диск»/«Союз»)
- «Дыхания нет» (2003, «AVA records»)
- «Зверобой» (2004, ФГ «Никитин»)
- «Айсберги и радуги» (2004, «AVA records»)
- «Ю ЛА» (2007, «Navigator records»)
- «Пожары» (2008, Интернет-релиз)
- «69» (2009, Интернет-релиз/CD)
- «Сансара» (2011, Интернет-релиз/CD)
- «Игла» (2012, Интернет-релиз/CD/12" винил)
- «Ласточка» (2016, Интернет-релиз/CD)
- «Мы станем лучше» (2019)
- «Мы станем лучше» (Instrumental) (2020)
- «Станция "Отдых"» (2021)
- «OBLAKODER» (2024)

### Синглы
- «On-line (Втроём легче)» (1999, MC)
- «Лучше не бывает» (2000, MC)
- «Bluetooth» [EP] (2008, Интернет-релиз)
- «Дзюдо» (2010, Интернет-релиз)
- «Зомби» [EP] (2010, Интернет-релиз)
- «Чёлка» (2011, Интернет-релиз)
- «Непокой. Эхом Гонга» (2011, Интернет-релиз)
- «Cities (Города)» (2011, UP!UP!UP! Music)
- «Сансара» (2011, CD-приложение к новогоднему номеру «СОБАКА.RU ЕКБ» № 24/25)
- «К небу» (2012, Интернет-релиз)
- «Ночь» (2012, Интернет-релиз на UP!UP!UP! Music Label)
- «Севан» (2013, Интернет-релиз/ограничено CD)
- «Боуи» [EP] (2013, Интернет-релиз/CD)
- «Чёлка» [EP] (2014, Интернет-релиз)
- «Юноша молчит» (2015, Интернет-релиз)
- «Почему ты танцуешь так мало» (2017, Интернет-релиз[39])
- «Мама о птицах» (2017, Интернет-релиз[40])
- «Стань птицей» (2017, Интернет-релиз[41])
- «Облака (акустика)» (2017, Интернет-релиз[42])
- «Метелица» (2017, Интернет-релиз[43])
- «Мы станем лучше» (2018)
- «О Москве» (2018)
- «Чудовища» (2018)
- «Техно» (2019)
- «Майами» (2019)
- Мы х Сансара — «Киты» (2019, Интернет-релиз на UP!UP!UP! Music Label)
- «Immortality» (2019, Интернет-релиз)
- «Все хотят обниматься» (2020)
- Сансара & Свидание — «Свет сердца» (2020)
- Саша Гагарин & Твоё далеко — «Дети не спят» (2020)
- Сова feat. Сансара - «Жаль» (2020)
- «Горько» (2022)
- «Змейка» (2022)
- «Екб-Мск» (2022)
- «Стрекоза» (2023)
- «Всем мальчикам» (2023)
- «Ясный день» (2023)
- «Спасибо»(feat. TERELYA)(2023)

### Сборники
- «Нашествие. Шаг седьмой» (2001)
- «Нашествие. Шаг тринадцатый» (2003)
- «Fильтр-05» (2003)
- «Рок пяти столиц» [приложение к журналу «Stereo & Video»] (2003)
- «Fильтр-06» (2003)
- «Нашествие. Шаг пятнадцатый» (2004)
- «Жесть» (2005)
- «Радуга русского рока» [приложение к журналу «Салон АV»] (2005, ФГ «Никитин»)
- «Rock Движение» [приложение к журналу «S&V»] (2005, ФГ «Никитин»)
- «Живой Маяковский» (2005)
- «Делай Меня Точно. Трибьют группе „Мумий Тролль“» (2011, Navigator)
- «Re: Аквариум» (2012)
- «Озабоченные или любовь зла… (Музыка к сериалу)» (2015)
- Трибьют «Мы вышли из кино» (2017)
- Трибьют Егора Летова — «Без меня» (2019)
- Трибьют к 130-летию со дня рождения поэта Осипа Мандельштама «Сохрани мою речь навсегда» — «Луч (О, как же я хочу)»(2021)
- Трибьют «незамеченному поколению» поэтов первой волны эмиграции «После России» — «Песня» на стихи Михаила Горлина (2023)

### Прочие релизы
- «Сансара» (1999, ограниченный «самиздат» тираж)
- «69RMX» (2010, альбом ремиксов, Интернет-релиз)
- «Мы станем лучше» (2019, «Снегири», LP)

### Сторонние проекты
- Курара, альбом «Шикарная жизнь», песня «Курара Чибана» — Александр Гагарин, текст, вокал, 2012
- RSAC, сингл «Ещё недавно было лето» — Александр Гагарин, вокал, 2012
- RSAC, сингл «Глаза» — Александр Гагарин, вокал, 2013
- Саша Гагарин, сольный акустический альбом «Пионер» (саундтрек к спектаклю) (2015), а также дополненное издание того же года

### Комментарии
1. ↑  В последствии снял клипы «Завтра» (2012), «Токио» (2012), «Гений» (2012), «Полчаса» (2013), «Чёлка» (2014) вместе с Дмитрием Черновым, «Майами» (2019) и др.

### Интервью
- Полёт Гагарина// (14.12.2010)
- Интервью с Сашей Гагариным КультурМультур, 09.10.2012
- Интервью с Сашей Гагариным
- Интервью Александра Гагарина для «МК»
- Интервью Арсению Негодяеву для журнала «Ural Music Night»